# Lee Nak-yon
Lee Nak-yon (kor. 이낙연, ur. 20 grudnia 1952) – południowokoreański polityk, premier Korei Południowej od 31 maja 2017 do 14 stycznia 2020.

## Życiorys
Lee Nak-yon pochodzi z powiatu Yeonggwang w prowincji Jeolla Południowa. Ukończył prawo na Narodowym Uniwersytecie Seulskim, po czym przez 21 lat pracował jako dziennikarz w gazecie The Dong-a Ilbo. W 2000 został wybrany w skład Zgromadzenia Narodowego Korei Południowej z ramienia Partii Demokratycznej, której był wieloletnim działaczem. Współpracował z prezydentami Kim Dae-jungiem oraz Roh Moo-hyunem. W kolejnych latach jeszcze trzykrotnie uzyskiwał reelekcję do parlamentu, którego deputowanym był do 2014. W lipcu 2014 objął stanowisko gubernatora prowincji Jeolla Południowa.
10 maja 2017, dzień po wygranych wyborach prezydenckich, nowy prezydent Mun Jae-in desygnował go na stanowisko premiera Korei Południowej. Urząd objął 31 maja 2017, po uzyskaniu wotum zaufania w parlamencie.